# Avocado

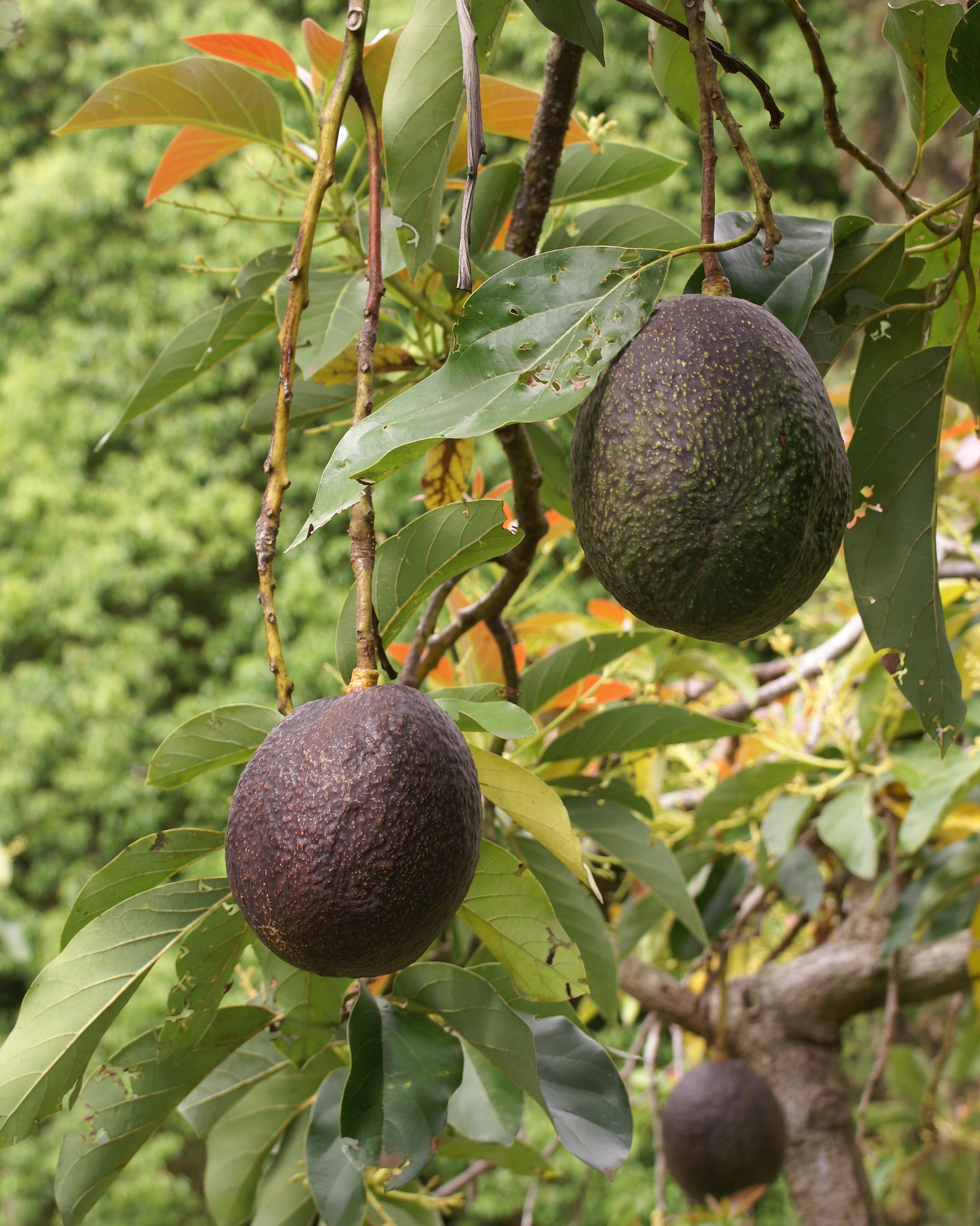
Früchte am Baum

Die Avocado (Persea americana Mill., auch Persea gratissima C.F.Gaertn.) ist eine Pflanzenart aus der Familie der Lorbeergewächse (Lauraceae). Die Frucht ist aus botanischer Sicht eine Beere und erhielt historisch viele andere, heute seltene Bezeichnungen wie etwa Avocadobirne, Alligatorbirne oder Butterfrucht.
Der Baum hat seinen Ursprung im feuchtwarmen tropischen Regenwald Mexikos und Zentralamerikas. Er wird heute in über 400 Kultursorten weltweit angebaut, darunter in den Tropen, der Türkei, Südafrika, Israel, Kalifornien, Chile, Kolumbien, Peru, Australien, Neuseeland, Südspanien (Málaga, Kanarische Inseln und an der Küste der Provinz Granada), Portugal und in Afrika. Im Mittelmeerraum wird die Avocado seit Anfang des 20. Jahrhunderts kultiviert.

## Geschichte

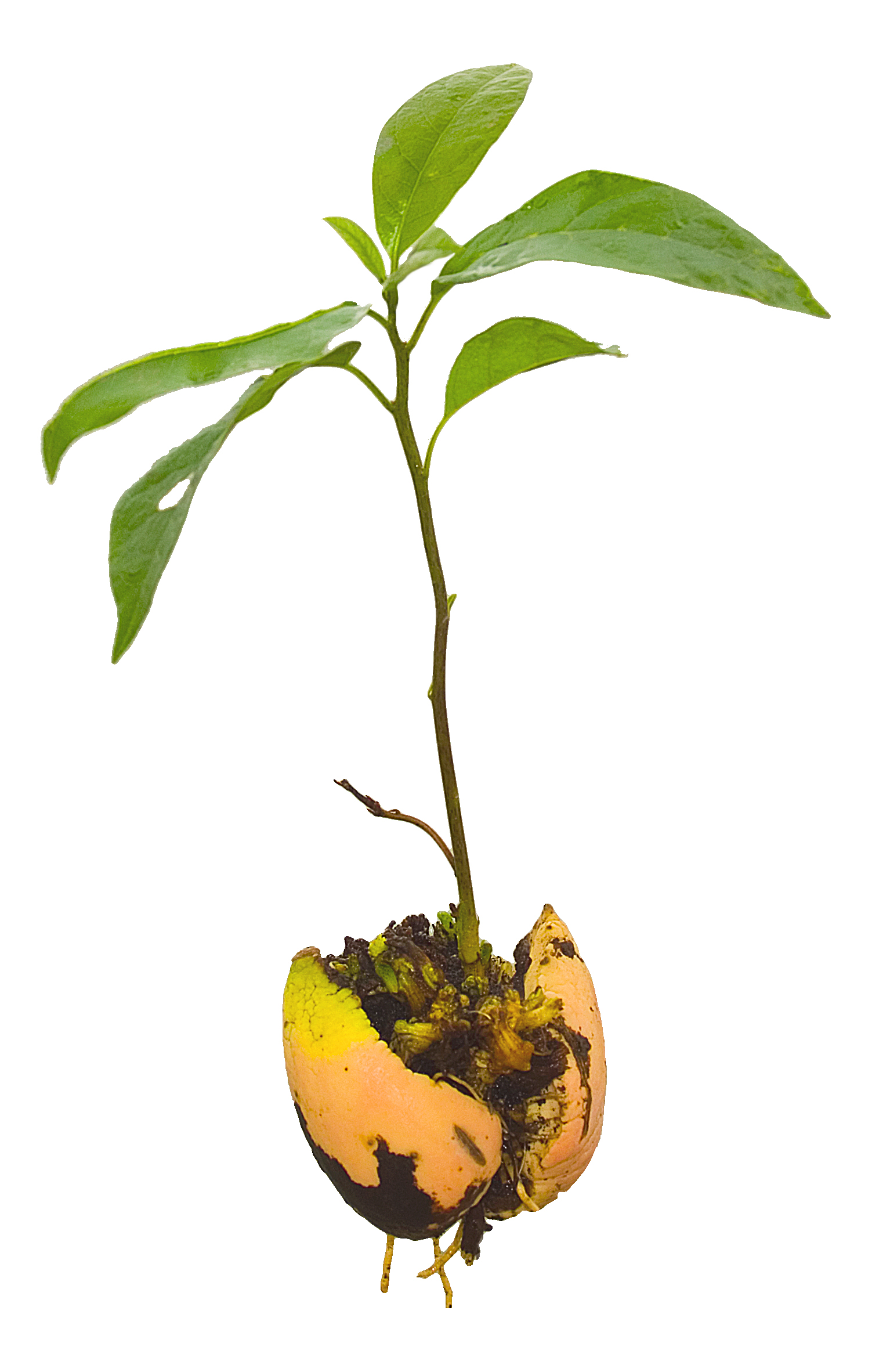
Sprössling

Der Avocadobaum hat seinen Ursprung in Südmexiko und wurde bereits von der Coxcatlán-Kultur in Tehuacán kultiviert. Im tropischen und subtropischen Zentralamerika wird die Frucht seit etwa 10.000 Jahren genutzt. Erwähnt wurde die Avocado zum ersten Mal im Reisebericht des spanischen Historikers und Eroberers Pedro de Cieza de León. Er notierte, dass die Avocado (aguacate) in Panama, Ecuador, Kolumbien und Peru wachse. Die Spanier brachten sie in die Karibik, nach Chile und Madeira, bis sie im Lauf des 19. Jahrhunderts Verbreitung bis nach Afrika, Madagaskar, Malaysia und auf die Philippinen fand. Im Mittelmeerraum wird die Avocado seit Anfang des 20. Jahrhunderts angebaut.
Erst nach dem Zweiten Weltkrieg wurden Avocado im größeren Stil exportiert – zunächst nur in die USA, nach Europa und in die am stärksten verwestlichten Länder Ostasiens. Unter den europäischen Ländern war Frankreich mit Abstand der größte Importeur (mit 80.000 Tonnen im Jahr 1994), gefolgt von Großbritannien (mit 15.000 Tonnen) und den Niederlanden und Deutschland (beide je ca. 10.000 Tonnen). Deutschland bezog damals seine Avocados fast ausschließlich über Frankreich.
Die in Europa verkauften Avocados stammen meist aus Israel, Südafrika oder Spanien. Mittlerweile steigt auch der Anteil an Avocados aus Italien und Chile.

## Etymologie
Die Bezeichnung „Avocado“ geht auf das Nahuatl-Wort ahuacatl zurück, was in dieser Sprache sowohl für Avocado als auch dem männlichen Hoden steht. Durch eine volksetymologische Umbildung wurde daraus in älterem Spanisch avocado („Advokat“, Spanisch heute abogado), das im 20. Jahrhundert ins Deutsche übernommen wurde. Der moderne spanische Name aguacate ist direkt aus dem Nahuatl-Wort entlehnt. Im südamerikanischen Spanisch sind auch andere Bezeichnungen üblich, so das aus dem Quechua stammende Wort palta in Argentinien, Chile, Bolivien und Peru.
Früher wurde die Avocado gelegentlich auch als Abacata oder Abacate bezeichnet (nach dem Portugiesischen) und im Deutschen wegen der Konsistenz des Fruchtfleisches als Butterfrucht, Butterbirne oder aufgrund ihrer Form und der Beschaffenheit ihrer Schale als Alligatorbirne.
Das Wort Guacamole, das eine mexikanische Avocadocreme bezeichnet, stammt von dem Nahuatl-Wort ahuacamolli, das etwa Avocadosauce bedeutet. 1519 wurde die Avocado erstmals von einem europäischen Autor erwähnt. Der Spanier Martín Fernández de Enciso schrieb in seinem Buch Suma de geografía que trata de todas las partidas y provincias del mundo, dass die Avocado bei Santa Marta in Kolumbien angebaut werde.

## Beschreibung
Der Avocadobaum ist strauchig und schnellwüchsig und kann je nach Art eine Wuchshöhe von bis zu 20 Metern erreichen.

### Holz, Borke und Wurzeln
Die Rinde des Stammes ist mehr oder weniger glatt und aschgrau. Das Holz ist weich und die spärlich, fein behaarten Zweige können bei Wind leicht abbrechen. Die Art des Wurzelwachstums hängt stark vom Untergrund ab. Die Rinde enthält antibakterielle Stoffe.

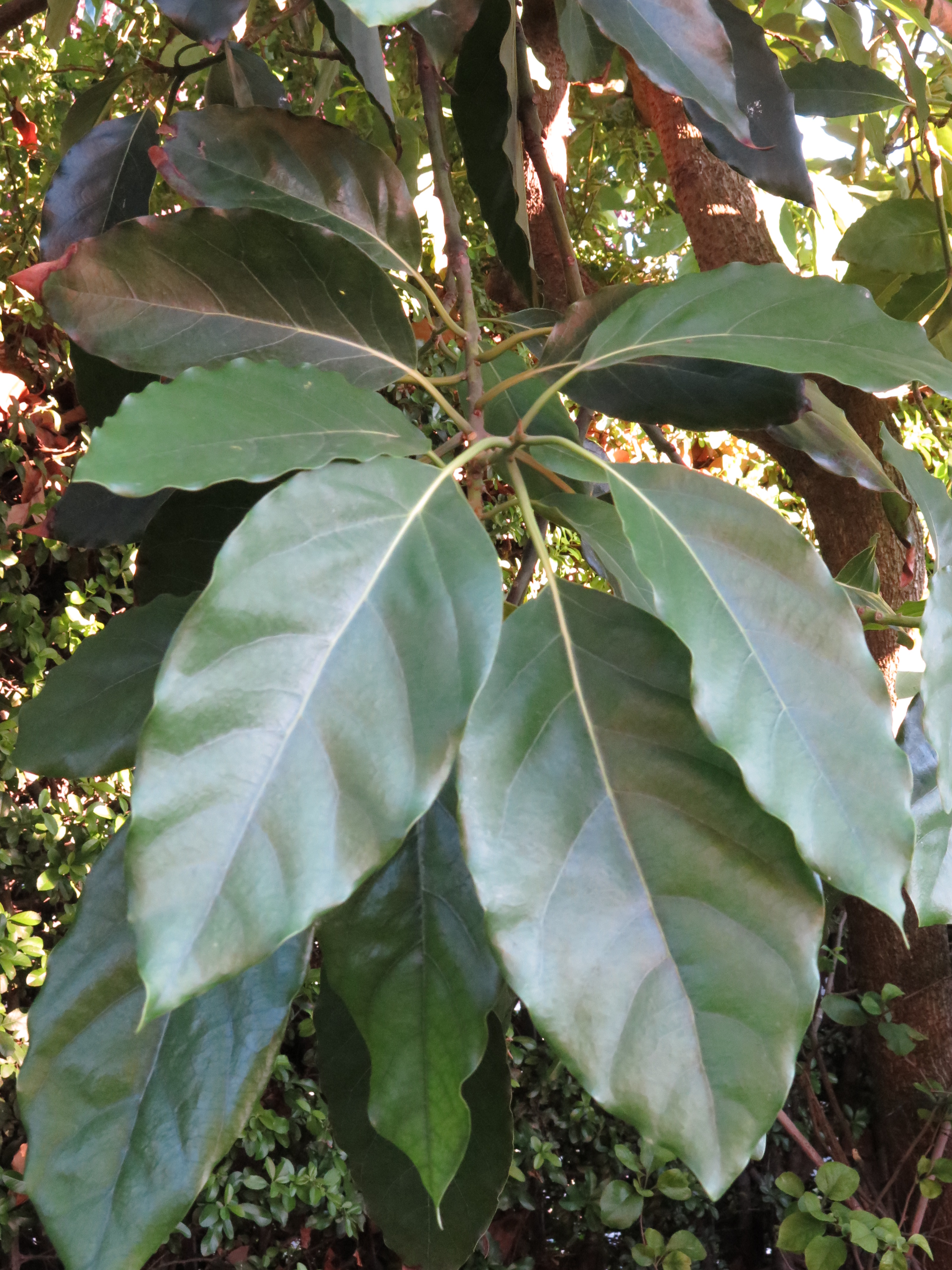
Avocadoblätter

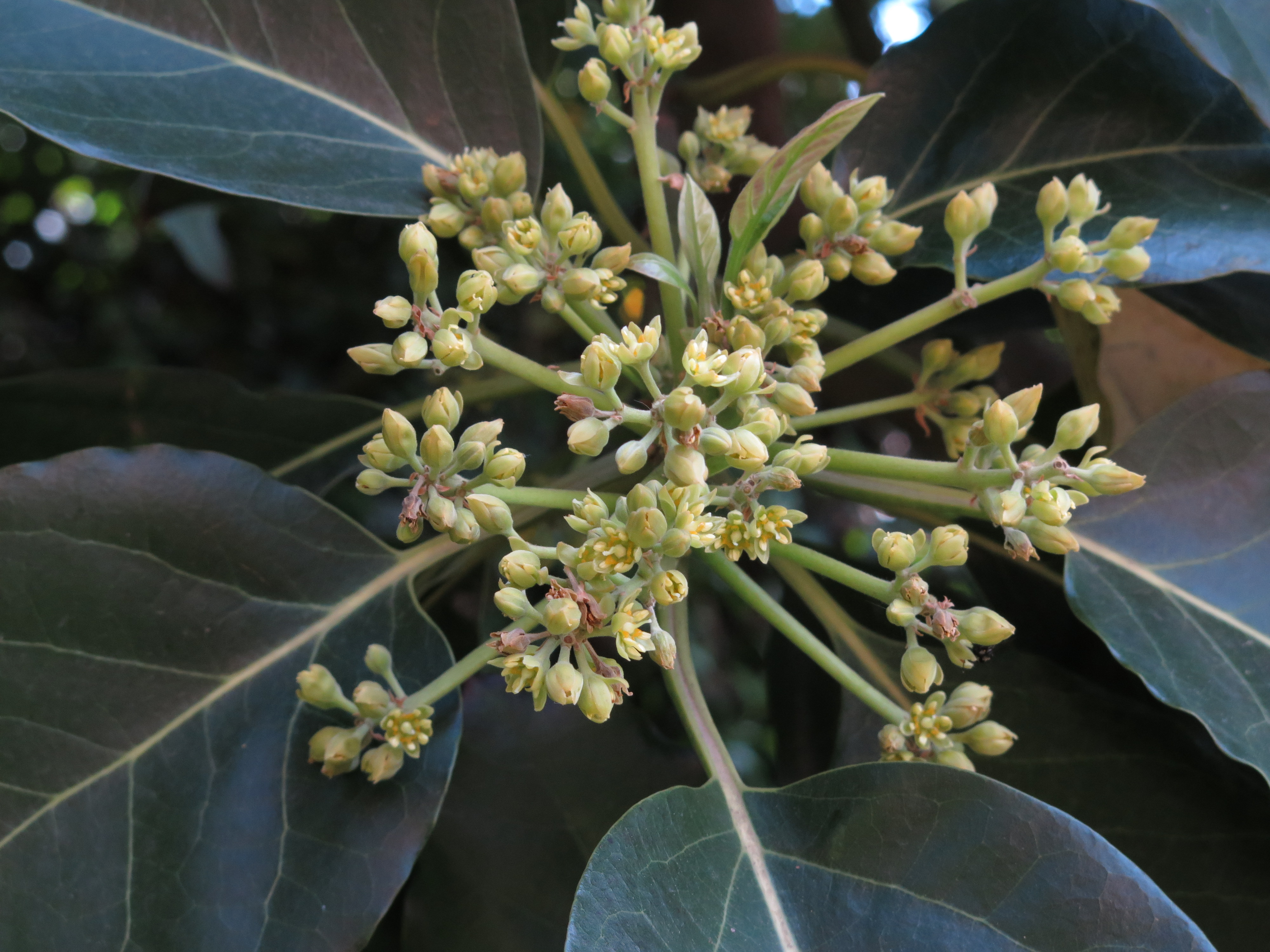
Avocadoblüten

### Knospen und Blätter
Der Avocadobaum besitzt recht große, spiralig angeordnete, dunkelgrüne bis grünbräunliche, elliptische, eiförmig bis lanzettliche, spitze bis zugespitzte und glänzende ledrige dickliche Blätter. Die Laubblätter sind bis zu 45 Zentimeter lang. Die Blätter sind bis etwa 5 cm lang gestielt, der Spreitenrand ist ganz, die Basis ist keilförmig bis rundspitzig. Die jungen Blätter sind oft rötlich und fein behaart, später ist die Unterseite ganz fein behaart, die Oberseite nur leicht. Die Nervatur ist fiedernervig mit ausgeprägter Mittelrippe. Die Blätter werden im Winter nicht abgeworfen, sind also immergrün, die Pflanze benötigt daher viel Licht. Die Blätter von P. americana var. drymifolia und verwandten Sorten haben, wenn man an ihnen reibt, einen leicht an Anis erinnernden Geruch. Die Blätter enthalten das Toxin Persin sowie Alkaloide und Terpenoide.

### Blütenstände und Blüten
Ein Avocadobaum bildet normalerweise erst nach etwa zehn oder mehr Jahren Blüten aus, allerdings gibt es Züchtungen, bei denen schon nach zwei Jahren Blüten und Früchte produziert werden. Die kleinen, etwa 5–8 mm langen, kurz gestielten, gelblich bis grünlichen Blüten stehen in rispenartigen, end- oder achsenständigen Blütenständen.
Die Blüte der Gattung Persea hat die für Lorbeergewächse typische Blütenform mit jeweils drei behaarten Kelch- und Kronblättern, die relativ ähnlich aussehen. Nach anderer neuerer, wohl korrekter Auffassung ist es ein Perigon mit sechs Tepalen. Es ist ein kleiner, flacher Blütenboden vorhanden. Angeordnet in vier Kreisen zu je dreien sind 12 Staubblätter. Davon sind auf den äußeren drei Kreisen neun fertil, drei im vierten Kreis sind zu kurzen pfeilförmigen Staminodien zurückgebildet. Am Grunde der Staubblätter des dritten Kreises befinden sich je zwei gelb-orange „Drüsen“ (Nektarien), auch die drei Staminodien sondern Nektar ab. Die Staubbeutel bestehen in der Regel aus vier Pollensäcken. Der behaarte unikarpellate Fruchtknoten ist oberständig mit einem einfächrigen Ovar. Die bitegmische Samenanlage (zwei Integumente enthaltend) ist anatrop und crassinucellat. Der kurze Griffel trägt eine leicht gelappte Narbe. Die meisten Blüten an einem Baum sind anormal oder steril und bringen keine Früchte hervor.

### Chromosomenzahl
Die Chromosomenzahl beträgt 2n = 24, 36 oder 48.

## Die Avocadofrucht

### Merkmale

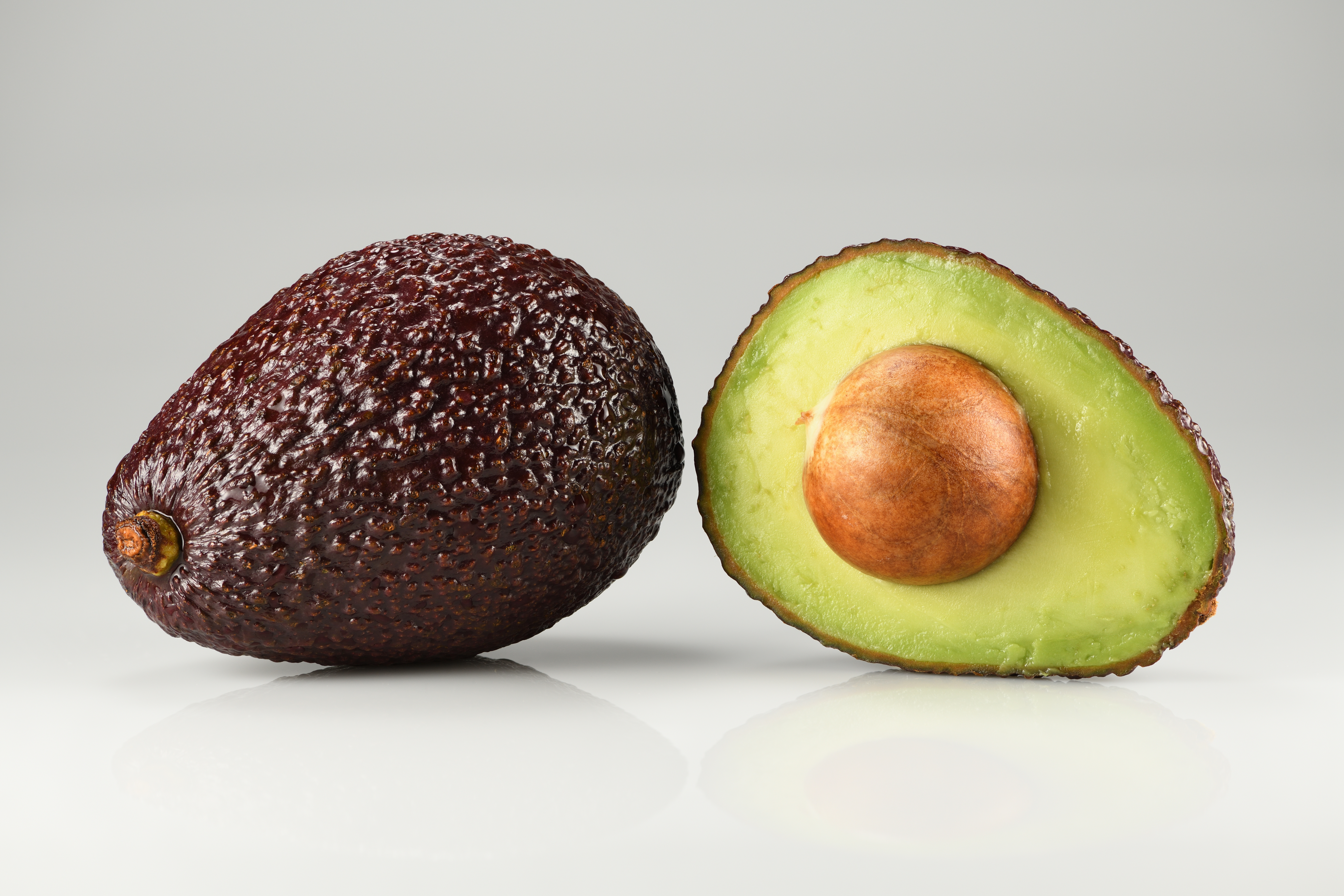
Avocado der Sorte 'Hass'

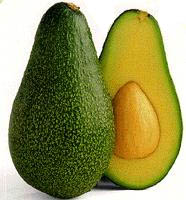
Avocado der Sorte 'Fuerte'

Dikotyler Samen der Avocado

Die Avocadofrucht ist eine einsamige Beere; sie zählt zum Obst. Sie ist meist birnenförmig, es gibt aber auch rundliche und eiförmige Früchte. Sie ist zwischen 7 und 20 cm lang und etwa 5 bis 9 cm breit. Das Gewicht der Früchte kann bei den Sorten Choquette und Pollock mehr als 1 kg betragen, Avocados aus tropischen Ländern wiegen meist zwischen 500 und 900 g. Je nach Art ist die ledrige, runzlige bis noppige oder auch glatte, wachsige Außenschale (Exokarp) mittel- bis dunkelgrün, kann aber auch dunkelrot oder purpur bis schwarz sein.
Im Inneren befindet sich ein etwa golfballgroßer Samen; er macht circa 13–18 % der gesamten Frucht aus. Der rundliche bis eiförmige Samen besteht aus zwei Hälften, den beiden großen weichlichen Keimblättern, die den kleinen Embryo umschließen. Das Endosperm wird im Wachstum von den Keimblättern aufgenommen. Der Samen wird von einer braunen Samenschale (Testa) umhüllt. Das weiche Fruchtfleisch ist grüngelb bis goldgelb und oxidiert zu einer dunklen Farbe, sobald es der Luft ausgesetzt ist; dies kann durch schnelle Zugabe von Antioxidantien wie der in Zitronensaft enthaltenen Ascorbinsäure verhindert werden. Das Fruchtfleisch, aber auch die Samen enthalten bis zu 30 % Fett. Die Samen enthalten Tannine und Phytinsäure sowie Alkaloide.
Die im Handel angebotenen Früchte sind manchmal noch hart, aber sie zählen zu den klimakterischen Früchten, reifen also nach. Wenn die Schale auf Druck leicht nachgibt, ist die Frucht zum Verzehr geeignet. Der Nachreifeprozess kann durch das Phytohormon Ethen beschleunigt werden, indem die Frucht beispielsweise in Zeitungspapier eingewickelt oder zusammen mit Äpfeln gelagert wird.
Avocadofrüchte reifen in keinem Fall am Baum aus, sondern fallen auch ohne Pflücken in einem harten „grünen“ Zustand zu Boden, wo sie rasch reifen. Im Anbau werden die Früchte daher gepflückt, sobald sie eine marktfähige Größe erreichen.

### Sorten
Die über 400 handelsüblichen Sorten sind alle durch Züchtung und Kreuzung aus drei in der Natur vorgefundenen Typen entstanden: M(exiko), W(estindien) und G(uatemala).
Typen
| Typ          | Taxonomie                           | typisches Format | typischer Fettgehalt | typische Eigenschaften             |
| ------------ | ----------------------------------- | ---------------- | -------------------- | ---------------------------------- |
| M(exiko)     | Persea americana var. drymifolia    | birnenförmig     | hoch                 | kleinfrüchtig, Blätter aromatisch  |
| W(estindien) | Persea americana var. americana     | eiförmig         | niedrig              | großfrüchtig, wässrig, empfindlich |
| G(uatemala)  | Persea americana var. guatemalensis | kugelig          | mittel               | dicke und raue Schale              |

Die Sortenbezeichnungen verweisen meist auf den Namen des Züchters.
| Sorte     | Typ   | Im Handel seit | Ursprungsort          | Frucht Form    | Gewicht min. [g] | Gewicht max. [g] | Haut Farbe    | Haut Dicke   | Haut Textur | Samen Größe  | Bemerkung                                        |
| --------- | ----- | -------------- | --------------------- | -------------- | ---------------- | ---------------- | ------------- | ------------ | ----------- | ------------ | ------------------------------------------------ |
| Avocadito | G x M | ?              | Chile/Israel          | Finger         | 10               | 30               | grün/ schwarz | dünn         | glatt       | ohne         | Cocktail-Avocado von Sorte Fuerte (unbefruchtet) |
| Booth 7   | G x W | 1935           | Florida: Homestead    | Ellipsoid rund | 280              | 560              | grün          | dick         | rau         | mittel       | 10–14 % Fett                                     |
| Booth 8   | G x W | 1935           | Florida: Homestead    | Ellipsoid lang | 400              | 800              | grün          | dick         | rau         | mittel       | 6–8 % Fett                                       |
| Choquette | G x W | 1939           | Florida: Miami        | Ellipsoid      | 850              | 1200             | grün          | dick         | glatt       | mittel       | ca. 13 % Fett                                    |
| Edranol   | G x ? | 1932           | Kalifornien: Vista    | Birne schmal   | 250              | 510              | grün          | mittel       | mittel      | klein        |                                                  |
| Ettinger  | M x ? | 1947           | Israel: Kfar Malal    | Birne schmal   | 250              | 570              | grün          | dünn         | glatt       | groß         |                                                  |
| Fuerte    | G x M | 1911           | Mexiko: Puebla        | Ellipsoid      | 250              | 450              | grün          | mittel       | mittel      | mittel       | 18–26 % Fett                                     |
| Hass      | G x ? | 1932           | Kalifornien: La Habra | Ei schmal      | 140              | 400              | grün/ schwarz | mittel       | rau         | mittel       | 18–25 % Fett                                     |
| Nabal     | G     | 1917           | Guatemala: Antigua    | Kugel          | 450              | 850              | grün          | dünn/ mittel | glatt       | groß         |                                                  |
| Pinkerton | G x ? | 1974           | Kalifornien: Saticoy  | Birne lang     | 250              | 510              | grün          | mittel       | rau         | klein        | Kreuzung Hass x Rincon                           |
| Puebla    | M     | 1911           | Mexiko: Atlixco       | Ei rundlich    | 170              | 450              | schwarz       | dick         | glatt       | groß         |                                                  |
| Reed      | G     | 1960           | Kalifornien: Carlsbad | Kugel          | 480              | 700              | grün          | mittel       | mittel      | groß         |                                                  |
| Pollock   | W     | 1896           | Florida: Miami        | Birne lang     | 560              | 1400             | grün          | mittel       | glatt       | groß         | 3–5 % Fett                                       |
| Waldin    | W     | 1909           | Florida: Homestead    | Ellipsoid lang | 400              | 800              | grün          | mittel       | glatt       | mittel/ groß | 6–10 % Fett                                      |

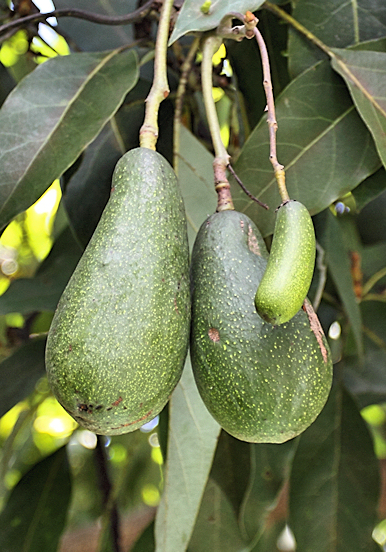
Zwei Früchte vom Habitus Fuerte und eine kleine samenlose Avocadito

Der weltweit meistverbreitete Typ ist Fuerte, eine birnenförmige Avocado mit mittelgrüner Schale und hellgelbem, zum Rand hin grünlichem Fruchtfleisch. Die Sorte erreicht ein Gewicht von 250 bis 450 g. 
In vielen Ländern, wie beispielsweise in den USA, Frankreich und der Schweiz, dominiert die Sorte Hass. Bei dieser Sorte handelt es sich nicht um eine gezielte Züchtung, sondern um einen Zufallssämling. Der Kalifornier Rudolph Hass fand den Baum in den 1930er Jahren in seinem Garten. Von diesem einen Baum stammen alle heutigen Hass-Avocado-Bäume ab, die in Israel, Kalifornien, Mexiko, Chile, Spanien, Australien und Neuseeland angebaut werden. 
Die Frucht der Sorte Hass ist kleiner als die der Fuerte und rundlich und besitzt eine dicke, warzige Schale. Ihre Reife erkennt man daran, dass sich die Schale dunkelviolett verfärbt; sie lässt sich auch ertasten. Die Frucht wiegt zwischen 140 und 400 g. Bei kleinen Früchten von 140 g wiegt die Schale rund 12 g, der kugelige Samen 12 bis 25 g, bei großen bis zu 50 g. In den letzten Jahren wird die Sorte auch in Deutschland immer verbreiteter. Ähnlich wie die Sorte Hass ist die aus Südafrika stammende Sorte Maluma.
Eine Besonderheit ist eine samenlose Avocado, genannt Avocadito, Cocktail-Avocado, Cuke, Finger-Avocado oder Mini-Avocado. Diese Form entsteht aus unbefruchteten Blüten hauptsächlich der Sorte Fuerte. Früher betrachtete man diesen Effekt als Ernteverlust und versuchte, ihn zu vermeiden. Seit einigen Jahren werden Avocaditos gezielt geerntet. Die Früchte sind nur 5 bis 8 cm groß mit dünner Schale und können ausgedrückt werden. Sie werden hauptsächlich aus Kalifornien, Israel und Südafrika geliefert.
Es gibt auch sehr ähnliche Wildfrüchte der verwandten Pflanzenarten Beilschmiedia anay und Beilschmiedia mexicana, ebenfalls Lorbeergewächse, aus Mexiko sowie die wilden Avocados von Persea schiedeana. Diese avocadoähnlichen Früchte werden auch lokal genutzt und sehr geschätzt.

### Nährwert und Zusammensetzung
Die Avocadofrucht ist reich an ungesättigten Fettsäuren und Kalium. Der physiologische Brennwert beträgt 909 kJ (221 kcal) je 100 g essbarem Anteil.
Die Zusammensetzung schwankt naturgemäß in Abhängigkeit von der Sorte, den Umweltbedingungen (Boden, Klima) und der Anbautechnik (Düngung, Pflanzenschutz). Durchschnittliche Werte je 100 g essbarem Anteil:
| Bestandteile  | in g |
| ------------- | ---- |
| Wasser        | 66,5 |
| Eiweiß        | 1,9  |
| Fett          | 23,5 |
| Kohlenhydrate | 0,4  |
| Ballaststoffe | 6,3  |
| Mineralstoffe | 1,4  |

| Vitamine                 | in µg |
| ------------------------ | ----- |
| Retinol (Vit. A1)        | 12    |
| Gesamtcarotinoide 1      | 105   |
| Thiamin (Vit. B1)        | 80    |
| Riboflavin (Vit. B2)     | 150   |
| Nicotinsäure (Vit. B3)   | 1100  |
| Pantothensäure (Vit. B5) | 1100  |
| Vitamin B6               | 530   |
| Folsäure                 | 30    |
| Vitamin E 2              | 1300  |
| Vitamin C                | 13    |
| Vitamin K                | 19    |
| Vitamin D                | 0     |

| Aminosäuren  | in mg |
| ------------ | ----- |
| Arginin      | 60    |
| Histidin 3   | 30    |
| Isoleucin    | 110   |
| Leucin       | 195   |
| Lysin        | 155   |
| Methionin    | 45    |
| Phenylalanin | 110   |
| Threonin     | 120   |
| Tryptophan   | 20    |
| Tyrosin      | 75    |
| Valin        | 170   |

1 mg = 1000 µg

### Gesundheitliche Wirkung
Es gibt acht vorläufige klinische Studien, die zeigen, dass der Konsum von Hass-Avocados die kardiovaskuläre Gesundheit unterstützt. Explorative Studien legen nahe, dass Avocados das Gewichtsmanagement und das gesunde Altern unterstützen können. Übergewichtige Menschen können durch täglichen Verzehr den Cholesterinwert senken. Verantwortlich soll der Gehalt an einfach ungesättigten Fettsäuren sein. Der Effekt ist jedoch gering im Vergleich zu einer medikamentösen Therapie mit Statinen. Eine Metaanalyse aus dem Jahre 2018 über achtzehn verschiedene Studien über den Zusammenhang von kardiovaskulärer Erkrankung und der Avocado fand heraus, dass die Avocado-Aufnahme zu keinem Unterschied in den Serum-TC-, LDL-Cholesterin- und TG-Konzentrationen führte. Die Serum-HDL-Cholesterin-Konzentrationen mit signifikanter Heterogenität stiegen jedoch. Der Zusammenhang sollte jedoch durch gut durchgeführte prospektive Beobachtungsstudien oder Langzeitstudien bestätigt werden. Antioxidantien in Avocados könnten möglicherweise eine präventive Rolle bei neurodegenerativen Erkrankungen spielen.

## Systematik

### Äußere Systematik
Die Familie der Lorbeergewächse umfasst etwa 50 Gattungen mit rund 2000 bis 2500 Arten. Die Gattung Persea besteht aus 150 Arten (inklusive der Untergattungen Machilus und Eriodaphne), die vom atlantischen Nordamerika bis nach Chile und vom Indisch-malayischen Gebiet bis nach Japan verbreitet sind.
Außer Persea americana wird auch eine weitere Persea-Art als Avocado bezeichnet: die Wilde Avocado (Persea schiedeana), die auch als „Bergavocado“ (spanisch Aguacate del monte), Yas oder Coyo(u), Zucte u. a. bekannt ist. Diese Art besitzt die Fähigkeit, Lichtungen und Abholzungen zu besetzen.

### Varietäten

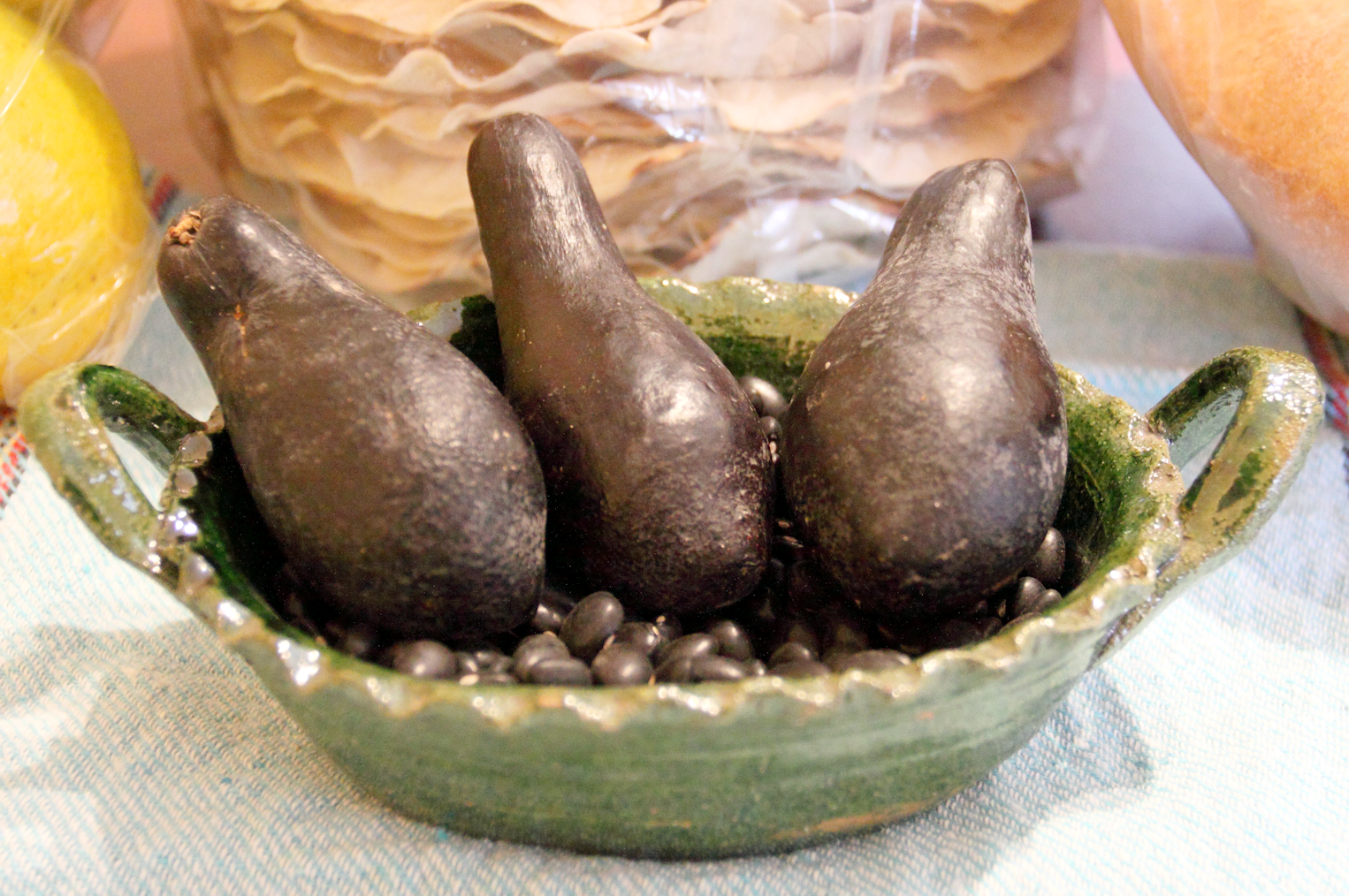
Wildtyp-Avocados aus Oaxaca. Die dunkle Haut ist für nicht gezüchtete Früchte typisch

Bei Persea americana können zahlreiche Varietäten unterschieden werden: (diese sind alle obsolet geworden, sie werden nur noch als Synonyme geführt)
- Persea americana Mill. var. americana – Typ „Westindien“
- Persea americana var. drymifolia (Schltdl. & Cham.) S.F.Blake – Typ „Mexiko“
- Persea americana var. floccosa (Mez) Scora
- Persea americana var. guatemalensis (L.O.Williams) Scora – Typ „Guatemala“
- Persea americana var. nubigena (L.O.Williams) L.E.Kopp
- Persea americana var. steyermarkii (C.K.Allen) Scora

Nur die drei Varietäten, die auch als die Typen „Westindien“, „Mexiko“ und „Guatemala“ bezeichnet werden, haben wirtschaftliche Bedeutung. Die handelsüblichen Sorten sind durch Züchtung und Kreuzung dieser drei Varietäten entstanden. Siehe dazu #Sorten. Die ursprüngliche, nicht gezüchtete Form der Avocado wird im Spanischen criollo genannt.

## Ökologie

### Verbreitung der Samen
Für die natürliche Verbreitung der Samen wird angenommen, dass diese über Endochorie erfolgt: Hierbei fressen Tiere Früchte und scheiden deren Samen später in weiter Entfernung von der Mutterpflanze mit ihrem Dung wieder aus. Jedoch sind keine Tierarten bekannt, die heutzutage die großen Avocadofrüchte fressen. Daniel Janzen und Paul Martin postulierten in den 1980er Jahren, dass es Pflanzenarten gibt, die sich in einer ökologischen Beziehung mit großen, mittlerweile ausgestorbenen Säugetieren (Megafauna) entwickelten („neotropischer Anachronismus“ bzw. „evolutionärer Anachronismus“). Da diese großen Säugetiere ausgestorben sind, hat der Avocadobaum heute keine natürliche Samenverbreitungstechnik mehr; durch den Menschen ist er allerdings trotzdem erhalten geblieben.
Teilweise wurde über das südamerikanische Riesenfaultier als ausgestorbener Riesensäuger für die Verbreitung der Avocado spekuliert. Hierfür gibt es weder Belege aus der Ursprungsarbeit von Janzen und Martin noch dafür überzeugende Evidenzen. So waren Riesenfaultiere ursprünglich in der Region des heutigen Argentiniens, Paraguays und Uruguays verbreitet; zu der damaligen Zeit waren die ersten echten Avocados aber im heutigen Mexiko verortet. Ob Riesenfaultiere wie Mylodon darwinii tatsächlich Avocados aßen, ist daher zweifelhaft.
Da Avocadokerne vor 10.000 Jahren kleiner waren, deutet das darauf hin, dass die heutzutage vorherrschenden großen Kerne durch menschliche Auswahl entstanden sind. Moderne Avocados verdanken ihre Existenz demnach nicht großen Säugetieren, sondern den Mesoamerikanern, die sie kultivierten. Sie bauten Avocados an und wählten wahrscheinlich Früchte mit größeren Kernen, da jene möglicherweise zu größeren Früchten oder besserem Wachstum führten. Hierbei wurden Avocados mindestens dreimal an verschiedenen Orten in Zentralamerika domestiziert. 

### Blütenökologie

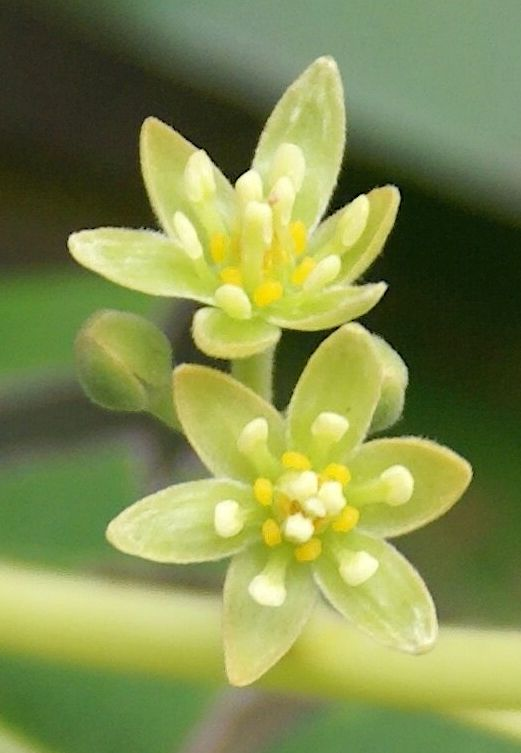
Geöffnete Blüten von Persea americana. Diese Blüte befindet sich in der männlichen Phase, man sieht die aufgerichteten Staubblätter. In der Mitte sieht man die gelben Staminodien und Nektarien

Im Anbau wird die gezüchtete Pflanze in der Regel durch Pfropfen künstlich vegetativ vermehrt. Ansonsten werden die Blüten des Avocadobaums durch Insekten bestäubt. Hauptbestäuber sind Bienen und Wespen, aber auch Fliegen u. a.
Der Avocadobaum hat zwittrige Blüten, bei denen die Geschlechtsorgane zu unterschiedlichen Zeiten reifen (intraflorale Dichogamie), wobei die männlichen und weiblichen Fortpflanzungsorgane auf einer Pflanze zu verschiedenen Zeiten am Tag erscheinen oder reifen; synchrone Dichogamie (temporale Diözie) oder synchrone dichogame Proterogynie, weil hier die weiblichen zuerst reifen. In der weiblichen Phase sind die Staubblätter und die Petalen zurückgelegt.
Damit eine Bestäubung stattfindet, braucht es eine zeitliche Überlappung der weiblichen und männlichen Öffnungszeiten. Die meisten Avocadokulturen, zumindest bei den subtropischen Rassen, weisen eine tägliche Periode von 1–3 Stunden der Selbstüberlappungsphase auf, in der die weiblichen und die Pollen freisetzenden männlichen Blüten gleichzeitig erscheinen.
Um die Bestäubungsrate zu erhöhen, werden verschiedene Kultivare mit verschiedenen Blütentypen im selben Garten angebaut; man unterscheidet die Kultivare anhand der Blütentypen (Typ A und Typ B), die sich zu unterschiedlichen Zeiten öffnen.
- Typ A: Die Blüten öffnen sich morgens am ersten Tag mit fertiler Narbe als weibliche Blüte und schließen sich um 12 Uhr. Am nächsten Tag öffnet sich dieselbe Blüte um 12 Uhr bis zum Abend als fertile männliche Blüte mit unempfänglicher Narbe, die Staubgefäße sind nach oben gebogen, nun werden im Staubbeutel Pollen produziert.

- Typ B: Komplementär zu Typ A öffnen sich die Blüten am ersten Tag nachmittags weiblich, am nächsten Tag morgens männlich.

Die weiblichen Blüten des Baumes öffnen sich während eines Zeitraums von etwa zwei Stunden nacheinander und fungieren als zwei getrennte Populationen. Die früh öffnenden weiblichen Blüten vom Typ A sind nur der Fremdbestäubung ausgesetzt, während die Spätöffnenden sowohl der Kreuz- (Xenogamie) als auch der Nahbestäubung (Geitonogamie) ausgesetzt sind. Im Gegensatz dazu sind die frühen weiblichen Blüten des Typs B beiderlei Bestäubungsformen ausgesetzt, während die später öffnenden nur der Kreuzbestäubung ausgesetzt sind.
Allerdings sind die Zyklen dieser beiden Typen oft nicht so markant wie hier dargestellt, sondern werden u. a. durch die Temperatur beeinflusst und können schwanken.

### Keimung und Standortbedingungen
Die Keimzeit eines Avocadosamens liegt abhängig von der Bodentemperatur zwischen vier und sechs Wochen. Für den Anbau benötigt man Standorte mit lockerem Substrat. Davon abgesehen stellen Avocadopflanzen prinzipiell keine hohen Anforderungen an die Bodenbeschaffenheit. Sie bevorzugen aber nährstoffreiche Böden und reagieren empfindlich auf Salz. Die Pflanzen benötigen sehr viel Wasser, der Boden darf aber gleichzeitig nicht zu stark durchnässen. Im modernen Anbau wird daher künstlich bewässert, um die Wasserzufuhr zu kontrollieren. Avocado-Pflanzen brauchen viel Licht, mindestens 2000 Sonnenstunden im Jahr. Auf stärkeren Wind reagieren die Bäume empfindlich, Zweige können leicht abbrechen. Schon bei leichtem trockenem Wind können die Blüten austrocknen. Die Einzelpflanzen werden je nach der Größe, die sie im ausgewachsenen Zustand erreichen, auf Plantagen in einem Abstand von 6–10 m gepflanzt.

### Inhaltsstoffe und Toxine
In den Blättern der mexikanischen Avocado (Persea americana) können über dreißig flüchtige Inhaltsstoffe nachgewiesen werden. Neben den Hauptbestandteilen Estragol, Cubeben, Methyleugenol und β-Caryophyllen finden sich unter anderem α- und β-Pinen, 2-Undecanon, Chavicol, δ-Cadinene und α-Copaen.
In den Ölzellen der gesamten Pflanze kommen das Toxin Persin und andere giftige Stoffe vor, die fungizid, antibakteriell und insektizid wirken. Vor allem in den Schalen von unreifen Früchten und in den Blättern ist die Konzentration dieser Giftstoffe erhöht. In Nordamerika, wo die guatemaltekische und die mexikanische Art am verbreitetsten sind, wird vor den Folgen von Avocadofraß der guatemaltekischen Art (Reed variety) bei mehreren Nutztieren gewarnt (insbesondere bei Ziegen und Pferden, bei denen es zu langfristigen Milcheinbußen sowie zu Herzversagen kommen kann, aber auch bei Rindern); bekannt ist auch mindestens ein Fall einer Vergiftungsreaktion eines Käfigvogels.
Bei der Fruchtreife erfährt Persin eine fortschreitende enzymatische Zerstörung, die allmählich die Konzentration in der Frucht verringert. Es ist für viele Säugetiere, Vögel und Fische giftig und verursacht vor allem Herzmuskelschäden und Milchdrüsenentzündungen. In der menschlichen Ernährung, wo das Fruchtfleisch Verwendung findet, gilt Persin als ungefährlich. Für Tiere, welche es in größeren Mengen aufnehmen, z. B. durch die Blätter, stellt es eine Gefahr dar.

### Krankheiten und Schädlinge
Avocadobäume sind insgesamt relativ robust. Als fast einzige Schädlinge gelten vier Pilze:
- Phytophtora cinnamonii greift bevorzugt verletzte Wurzeln und den unteren Teil des Stammes an und verursacht Wurzelfäule, die zum Absterben der gesamten Pflanze führen kann. Warme oder durchnässte Böden fördern die Ausbreitung des Pilzes.[8]
- Colletotrichum gloeosporioides greift die noch am Baum hängenden jungen Früchte an. Er verursacht kleine trockene dunkle Flecken auf der Haut der Frucht. Das Fruchtfleisch darunter verfärbt sich schwarz.
- Cercospora purpurea (auch Pseusocercospora purpurea) befällt die Früchte und bildet auf ihnen zunächst hellgelbe, später dunkle rostrote Krater.
- Sphaceloma perseae befällt die Haut der Avocadofrucht und führt zu einem Schorf, der häufig große Ernteschäden verursacht.

Viruserkrankungen und Insektenschäden spielen kaum eine Rolle. Die einzige bekannte Viruserkrankung sind die sog. „Sonnenflecken“, die 1928 in Kalifornien auftraten. Das Virus scheint nur durch Pollen, Samen etc. und nicht durch Insekten übertragen zu werden.
Insekten, die die Früchte oder die Pflanzen selber schädigen, gibt es zwar viele, sie treten aber meist nur lokal begrenzt in größerem Maßstab auf.

## Anbau und damit verbundene Probleme
Der Avocado-Baum wird heute in über 400 Kultursorten weltweit angebaut.
Nicht alle Früchte an einer Pflanze reifen gleichzeitig. Im industriellen Anbau wird daher der Ölgehalt als Reifekriterium verwendet, denn Avocados zeigen ihre Reife nicht durch Hautfarbe oder Ähnliches an. Reife Früchte können einige Zeit am Baum hängen; sie werden erst weich, wenn man sie erntet.
Die Produktivität einer Plantage hängt von verschiedenen Faktoren ab, wie z. B. dem herrschenden Klima. In Kalifornien und Israel beträgt sie 8–12 Tonnen pro Jahr und Hektar, in Südafrika 12–15. Vom finanziellen Standpunkt lohnt sich der Anbau ab ca. 8–10 t/a und pro ha.
Am Anbau wird die schlechte Ökobilanz kritisiert. Begründet wird dies in erster Linie mit dem hohen Wasserverbrauch, der sich in Regionen mit geringen Wasservorräten schädlich auswirkt. Zur Produktion von 1 kg Avocados werden im weltweiten Durchschnitt rund 1000 Liter Wasser verbraucht (zum Vergleich: etwa 180 Liter Wasser für 1 kg Tomaten). Für die Erzeugung einer einzigen Avocado sind in Chile im Schnitt 70 Liter Wasser nötig, in einigen Regionen sogar über 300 Liter. Der enorme Wasserverbrauch des Avocado-Anbaus hat in der chilenischen Provinz Petorca zum Austrocknen ganzer Flüsse geführt. Der Staat vergibt dort die Nutzungsrechte für Wasser an Dritte.   Der Transport zu den importierenden Ländern verschlechtert die Ökobilanz zusätzlich, unter anderem weil für die Kühlung (konstant 6 °C) viel Energie verbraucht wird. Die empfindliche Avocado benötigt auch viel Verpackungsmaterial. Der chilenische Agraringenieur und Menschenrechtsaktivist Rodrigo Mundaca erhielt im Jahr 2019 für sein Engagement auf dem Gebiet den Internationalen Nürnberger Menschenrechtspreis.
In Mexiko werden Wälder illegal gerodet und abgeholzt, um Avocadoplantagen anzulegen. Dies geschieht unter anderem durch die infolge des Drogenkriegs dominierenden Kartelle, die neben Drogen, Öl, Waffen, Rohstoffen und Menschen, den Handel mit Avocados für sich entdeckt haben. Als Reaktion bildeten sich in der Hochebene Purépecha (im mexikanischen Bundesstaat Michoacán) Bürgerwehren indigener Avocado-Bauern gegen die Kartelle, die in derselben Region für die illegale Abholzung verantwortlich sind. Außer in Michoacán haben die Kartelle laut der International Crisis Group (Stand 2020) auch einen Teil des Avocado-Handels im Bundesstaat Jalisco unter Kontrolle.
Von südafrikanischen Plantagen wird über nächtliche Plünderungen von organisierten Banden berichtet.

## Wirtschaftliche Bedeutung
1990 waren Mexiko (mit 686.301 Tonnen), die USA (mit 141.500 Tonnen) und Brasilien (mit 118.635 Tonnen) die Haupterzeugerländer. Spanien produzierte zu diesem Zeitpunkt nur ca. 44.880 Tonnen pro Jahr.
Im Jahr 2022 wurden laut FAO weltweit 8.978.275 t Avocados geerntet. Die zehn größten Produzenten ernteten zusammen 77,8 % der Welternte.

### Die größten Avocadoproduzenten
| Rang | Land                    | Menge (in t) |
| ---- | ----------------------- | ------------ |
| 1    | Mexiko                  | 2.529.581    |
| 2    | Kolumbien               | 1.090.664    |
| 3    | Peru                    | 866.457      |
| 4    | Dominikanische Republik | 737.201      |
| 5    | Kenia                   | 458.439      |
| 6    | Indonesien              | 389.000      |
| 7    | Brasilien               | 338.238      |
| 8    | Vietnam                 | 210.595      |
| 9    | Israel                  | 189.667      |
| 10   | Haiti                   | 173.507      |
|      | Summe Top Ten           | 6.983.349    |
|      | restliche Länder        | 1.994.927    |

### Handel
In Europa stieg der Avocadokonsum von 2016 bis 2019 um zwei Drittel. Die Exporte nach Deutschland verfünffachten sich in zehn Jahren auf 157.800 Tonnen im Jahr 2023.
Im Jahr 2022 waren die größten Importeure von Avocados die USA mit 1.132.800 Tonnen, die Niederlande mit 462.400 t und Spanien mit 208.577 t. Deutschland lag auf Platz 5 (127.357 t), die Schweiz auf Platz 19 (19.233 t) und Österreich auf Platz 22 (14.819 t).
Die größten Exporteure waren zur gleichen Zeit: Mexiko (1.041.787 t), Peru (583.215 t) und die Niederlande (417.770 t).

## Nutzung

### Holz
Das Holz der Persea americana kann für den Hausbau (Pfosten), Leichtbau, Möbel, landwirtschaftliche Geräte, Schnitzereien, Skulpturen, Musikinstrumente, Paddel usw. verwendet werden. Es ergibt auch ein gutes Furnier und Sperrholz. Das Holz wird jedoch selten verwendet, denn es ist spröde und anfällig für Termitenbefall.

### Verwendung der Avocadofrucht in der Küche
Während die Schale und der Samen der Frucht nicht genießbar sind, ist das Fruchtfleisch um den großen Samen sehr nahrhaft. Die in Mitteleuropa erhältlichen Avocados sind meistens nicht süß, einige Sorten der tropischen Länder dagegen schon. Das Fruchtfleisch der reifen Avocado ist gelb bis grün, weich und von einer fast cremeartigen Konsistenz. Die Avocado hat mit sehr großem Abstand den höchsten Fettgehalt aller bekannten Obst- und Gemüsearten. Das Fruchtfleisch wird roh gegessen, solange es sich noch nicht grau oder bräunlich verfärbt hat. Es schmeckt pur, leicht gesalzen, mit Paprikapulver gewürzt oder mit Zitronensaft beträufelt als Brotbelag.
Von 2000 bis 2017 gab es schätzungsweise 49.331 Avocado-Schnittverletzungen in US-Notaufnahmen. Somit machten das Schneiden von Avocados  2 % der messerbedingten Verletzungen in Notaufnahmen von US-Krankenhäusern aus.

#### Avocadocreme

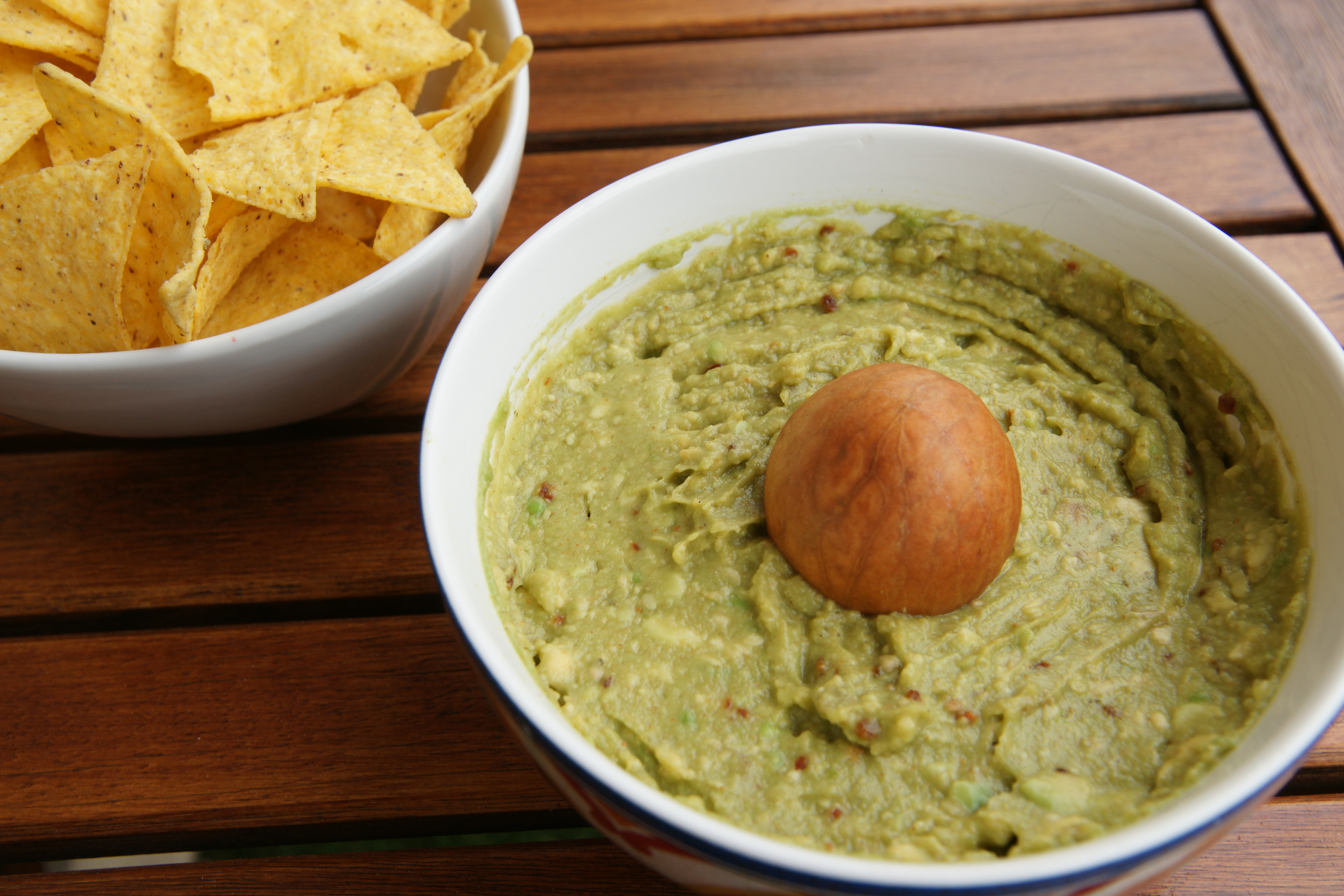
Guacamole

Avocadocreme ist das Mus des Avocadofruchtfleisches. Sie eignet sich zum Dippen, als Brotaufstrich oder als Füllung von Tortillas. Zur Zubereitung wird das Fruchtfleisch einer reifen Avocado mit einer Gabel zerdrückt oder püriert, anschließend mit Salz und Pfeffer gewürzt und nach Belieben mit Tomaten, Blattkoriander, Chilis, Salatgurke, Knoblauch, Zwiebel, Joghurt oder zahlreichen weiteren Zutaten verfeinert. Die mexikanische Variante wird Guacamole genannt.
Eine Avocadocreme kann aber auch süß zubereiten werden, mit Zitrone oder Limette und braunem Zucker. 
Avocadocreme tendiert dazu, schnell braun zu oxidieren. Als Antioxidationsmittel kann die Ascorbinsäure des Zitronen- oder Limettensafts dienen, was zusätzlich den Geschmack abrundet.

#### Internationale Küche

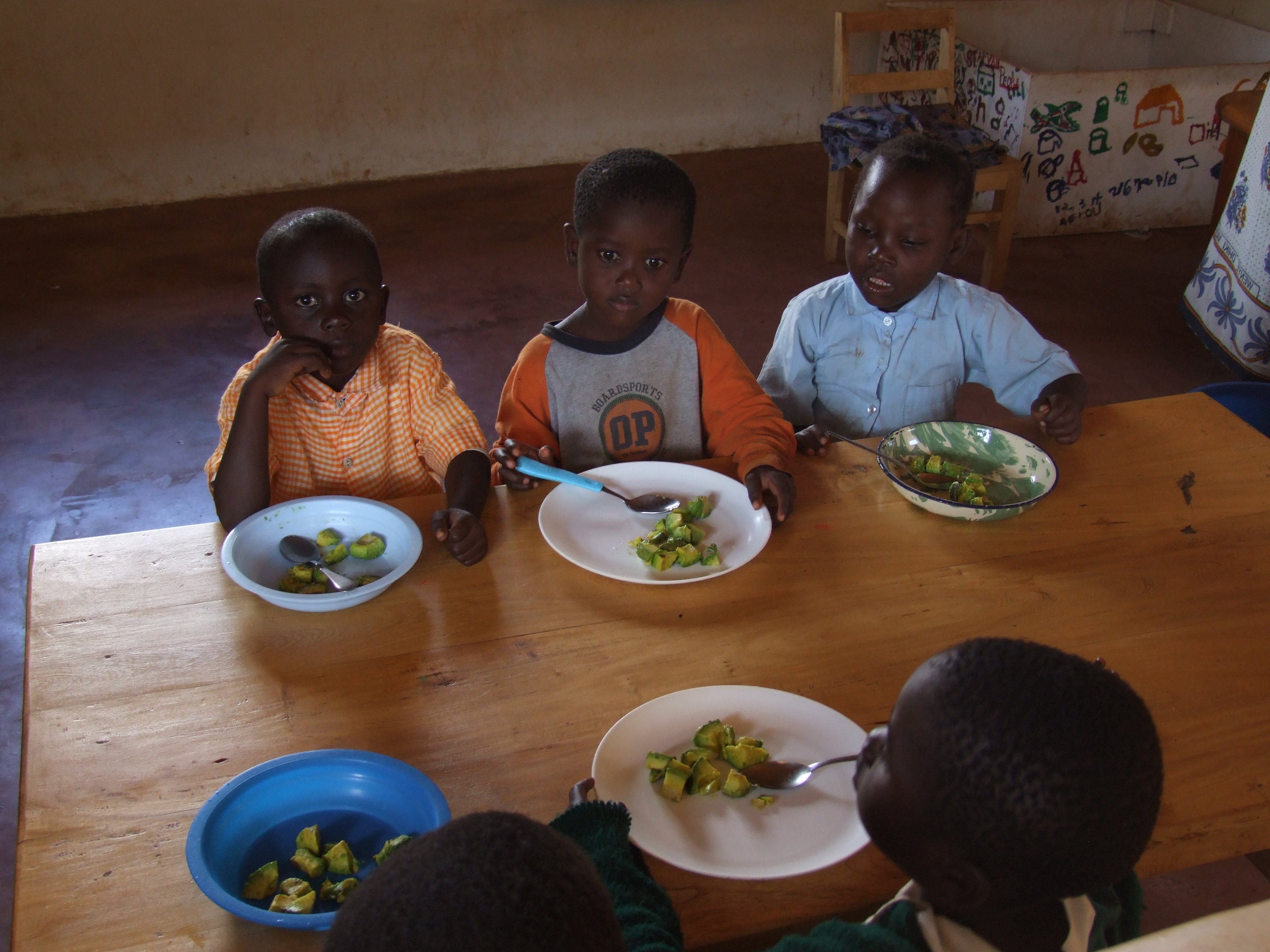
Avocado zum Mittagessen in einer kenianischen Kindertagesstätte

In Australien und Neuseeland werden Avocados üblicherweise in Sandwiches, auf Toast oder mit Huhn serviert. In Mexiko und Zentralamerika mischt man Avocados in Reis, Avocadosuppe, Avocadosalat oder Fleisch. In Peru wird die Guacamole zu Tequeños gegessen und als Beilage zur Asado serviert oder auch als Hauptgericht mit Thunfisch, Shrimps oder Huhn gefüllt.
Die Chilenen machen aus der Avocado eine püreeartige Soße und essen diese zu Huhn, Hamburger, Hotdogs oder schneiden sie in Scheiben und servieren sie mit Sellerie oder Salat. Auch in Kenia und Nigeria wird die Frucht als Salat gegessen. Bei der Urbevölkerung Südamerikas diente die Avocado zur Herstellung eines alkoholischen Getränks namens Abacate, das die Europäer zur Erfindung des Eierlikörs inspirierte.
Als Süßspeise wird die Avocado in der taiwanischen, indonesischen und philippinischen Küche verwendet. Zusammen mit Zucker und Milch entstehen Shakes von unterschiedlicher Konsistenz, die man auch in der brasilianischen Küche als Vitamina de abacate serviert.
Avocados sind darüber hinaus aufgrund ihres Nährwerts auch in der veganen Küche sehr geschätzt. Die meisten Konsumenten sind allerdings Flexitarier.

### Medizinische Nutzung der Frucht
Bestimmte Sorten werden auch zu medizinischen Zwecken verwendet (zum Beispiel als Bakterizid und gegen Durchfallerkrankungen oder zur kontrollierten Gewichtszunahme durch den hohen Fettgehalt von ca. 25 %).

### Avocadoöl
Das Öl der Avocadofrucht (Avocadoöl) sowie anderer Pflanzenteile wurde bereits von den Azteken genutzt. Vereinzelt wird es als Speiseöl verwendet, überwiegend findet es heute in der Kosmetik- und Pharmaindustrie Verwendung.

### Blätter
Die Blätter der Avocado sind je nach Art giftig (Persin: siehe oben).
Die Blätter der mexikanischen Avocado (Persea americana var. drymifolia) sollen essbar sein und als Gewürz genutzt werden, der Geschmack soll an Anis erinnern. Die Blätter sollen trocken oder frisch gehandelt werden. Nach einem Erhitzen (Toasten) vor der Benutzung seien sie – zerkleinert oder in voller Größe – vor allem in Bohnengerichten zu finden.